# Jaume Busquets

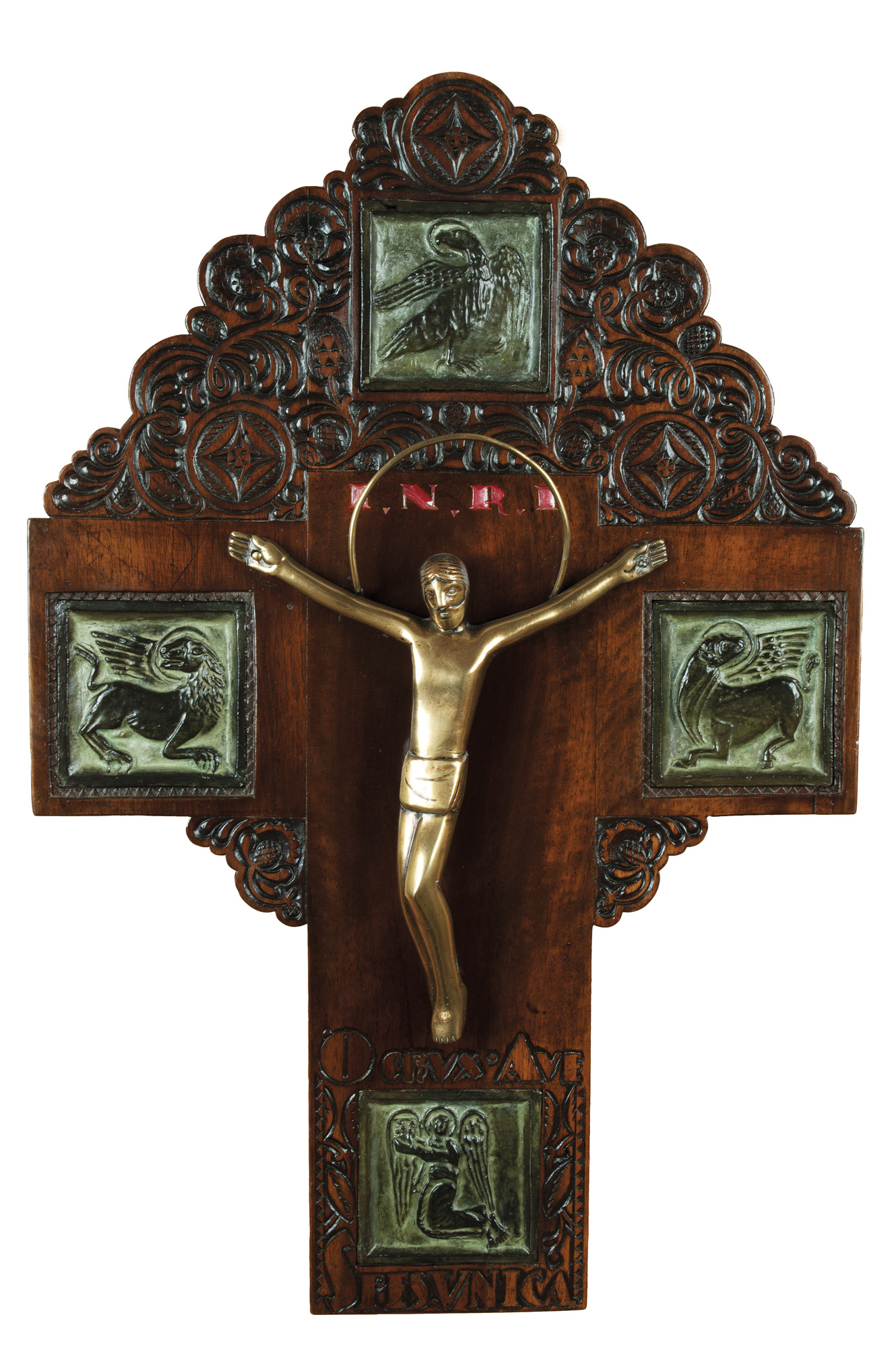
Cristo (s.f.) El crucifijo es obra de Adolf Fargnoli, 1924. Fundación Rafael Masó

Jaume Busquets i Mollera (Gerona 1904 – Barcelona 1968) fue un escultor y pintor español.

## Biografía
Se formó en los talleres de Joan Llimona y del pintor Darius Vilàs.
Hizo amistad con Antoni Gaudí, que le indujo para decidirse por el arte religioso.
Recibió numerosos encargos de murales para diversas iglesias y realizó diversas esculturas para la Sagrada Familia de Barcelona, obra de Gaudí: grupos del Nacimiento y la Anunciación, para la fachada del Nacimiento, y la Virgen del Carmen, en la cripta. Elaboró también un Cristo yacente para la iglesia de Santa María de Blanes y una Virgen con Niño para la fachada de la Catedral de Gerona.
Construyó el altar mayor y su baldaquín para el templo de Nuestra Señora de Montealegre de Barcelona, donde, años más tarde, realizó en alabastro una imagen para el presbiterio. En el año 1955, pintó al fresco la representación de la Santa Trinidad, en el ábside de la iglesia de Sant Genís de Plegamans. 
Fue director en la Escuela de Arte de Villafranca del Panadés y después en la Escuela Massana de Barcelona.